# Ghiacciaio del Tzasset
Il ghiacciaio del Tzasset (pron. fr. AFI: [tsase]; in francese, Glacier du Tzasset) si trova nel massiccio del Gran Paradiso nel versante valdostano. Val di Cogne, valle laterale della Valle d'Aosta. È contornato dalle vette dell'Herbétet (3778 m). della punta Budden (3683 m). e della becca di Montandayné (3838 m). La sua estensione è di circa 130 ettari. Le caratteristiche principali sono: lunghezza 2,1 km., larghezza 0,9 km., esposizione nord-est, inclinazione media 20°, quota massima 3750 metri circa, quota minima 3000 metri.